# 普拉斯科尔萨诺
普拉斯科尔萨诺（義大利語：Prascorsano），是意大利都灵省的一个市镇。总面积6平方公里，人口799人，人口密度133.2人/平方公里（2009年）。ISTAT代码为001206。